# Spilosoma aurantifemer
Spilosoma aurantifemer là một loài bướm đêm thuộc phân họ Arctiinae, họ Erebidae.